# 엄기준
엄기준(1976년 4월 22일 (음력 3월 23일) ~ )은 대한민국의 배우이다.

## 출연작

### 영화
- 2010년 《파괴된 사나이》 ... 최병철 역
- 2010년 《이층의 악당》 ... 하 대표 역 (카메오)
- 2013년 《더 웹툰: 예고살인》 ... 기철 역
- 2022년 《It's Alright - 버티고》 (단편영화)

### 드라마/시트콤
- 1994년 MBC 《경찰청 사람들》 - 흉내는 쉬웠어요 ... 고진우 역
- 2006년 KBS2 단막극 《드라마시티 - 누가 사랑했을까》 ... 박철호 역
- 2007년 KBS2 단막극 《드라마시티 - 기억상실증에 걸린 저승사자》 ... 동욱 역
- 2007년 MBC 일일시트콤 《김치 치즈 스마일》 ... 엄기준 역
- 2008년 KBS2 단막극 《드라마시티 - 비밀, 당신만 모르는》 ... 박형주 역
- 2008년 MBC 시즌드라마 《라이프 특별조사팀》 ... 박찬호 역
- 2008년 KBS2 미니시리즈 《그들이 사는 세상》 ... 손규호 역
- 2009년 MBC 주말연속극 《잘했군 잘했어》 ... 최승현 역
- 2009년 MBC 미니시리즈 《히어로》 ... 강해성 역
- 2011년 KBS2 미니시리즈 《드림하이》 ... 강오혁 역
- 2011년 MBC 미니시리즈 《미스 리플리》 ... 경찰청 검사 역 (특별 출연)
- 2011년 SBS 주말특별기획 《여인의 향기》 ... 채은석 역
- 2011년 MBC 미니시리즈 《지고는 못살아》 ... 차석훈 역 (특별 출연)
- 2012년 SBS 드라마스페셜 《유령》 ... 조현민 역
- 2013년 OCN 미니시리즈 《더 바이러스》 ... 이명현 역
- 2013년 SBS 드라마스페셜 《너의 목소리가 들려》 ... 엄기준 변호사 역 (특별 출연)
- 2014년 KBS2 미니시리즈 《골든크로스》 ... 마이클 장 역
- 2015년 KBS2 미니시리즈 《복면검사》 ... 강현웅 역
- 2016년 네이버 tvcast 《악몽선생》 ... 한봉구 역
- 2017년 SBS 월화드라마 《피고인》 ... 차선호 / 차민호 역 (1인2역)
- 2017년 MBC 수목드라마 《로봇이 아니야》 ... 홍백균 역
- 2018년 SBS 드라마스페셜 《흉부외과 - 심장을 훔친 의사들》 ... 최석한 역
- 2020년 SBS 월화드라마 《펜트하우스》 ... 주단태 역
- 2021년 SBS 금토드라마 《펜트하우스 2》 ... 주단태 역
- 2021년 SBS 금요드라마 《펜트하우스 3》 ... 주단태/백준기 역 (1회 ~ 13회)
- 2022년 tvN 주말 미니시리즈 《작은 아씨들》 ... 박재상 역 (1회 ~ 11회)
- 2023년 SBS 금토드라마 《7인의 탈출》 ... 매튜 리 /  K(심준석) 역
- 2024년 SBS 금토드라마 《7인의 부활》... 매튜 리 / K(심준석) 역

## 예능
- 2017년 MBC 《오지의 마법사》
- 2020년 tvN 《더블 캐스팅》
- 2021년 tvN 《해치지 않아》 - 고정
- 2023년 SBS 《무장해제》
- 2023년 SBS 《런닝맨》

## 뮤직비디오
- 2007년 토이 - 안녕, 스무살
- 2007년 이기찬 - 세사람
- 2015년 허각 - 사월의 눈

## 연극
- 《리차드 3세》
- 《남자충동》
- 《미친 키스》
- 《밑바닥에서》
- 《클로저》
- 《아트》

## 뮤지컬
- 《카르멘》
- 《그리스》
- 《헤드윅》
- 《김종욱 찾기》
- 《벽을 뚫는 남자》
- 《하루》
- 《실연남녀》
- 《사랑은 비를 타고》
- 《삼총사》
- 《잭 더 리퍼》
- 《몬테크리스토》
- 《캐치미이프유캔》
- 《보니앤클라이드》
- 《레베카》
- 《로빈훗》
- 《신데렐라》
- 《베르테르》
- 《마타하리》
- 《그날들》
- 《엑스칼리버》 랜슬럿 역 (2019)
- 《드라큘라》 드라큘라 역
- 《광화문 연가》
- 《그날들》 - 차정학 역

## 광고
- 2007년 GM대우 젠트라 X
- 2010년 SK텔레콤 콸콸콸 스마티 캠페인
- 2019년 OK저축은행
- 2021년 오뚜기 컵밥
- 2021년 아쿠아픽

## 홍보대사
- 2010년 서울 사랑의열매 연예인 봉사단원
- 2012년 ~ W재단 지구를 사랑하면 행동하라 공익캠페인 홍보대사

## 수상 및 후보
| 연도 | 시상식                        | 부문                                        | 작품                          | 결과 |
| ---- | ----------------------------- | ------------------------------------------- | ----------------------------- | ---- |
| 2002 | 제8회 한국뮤지컬대상          | 남우신인상                                  | 젊은 베르테르의 슬픔          | 후보 |
| 2004 | 제10회 한국뮤지컬대상         | 남우주연상                                  | 젊은 베르테르의 슬픔          | 후보 |
| 2006 | 제12회 한국뮤지컬대상         | 남우주연상                                  | 김종욱 찾기                   | 후보 |
| 2007 | MBC 방송연예대상              | 코미디·시트콤부문 남자 우수상               | 김치 치즈 스마일              | 수상 |
| 2008 | KBS 연기대상                  | 남자 조연상                                 | 그들이 사는 세상              | 수상 |
| 2009 | 제45회 백상예술대상           | TV부문 남자 신인연기상                      | 그들이 사는 세상              | 후보 |
| 2010 | 제8회 대한민국 영화대상       | 신인남우상                                  | 파괴된 사나이                 | 후보 |
| 2010 | 제47회 대종상                 | 신인남우상                                  | 파괴된 사나이                 | 후보 |
| 2011 | 제8회 맥스무비 최고의 영화상  | 최고의 남자신인배우상                       | 파괴된 사나이                 | 후보 |
| 2011 | 제47회 백상예술대상           | 영화부문 남자 신인연기상                    | 파괴된 사나이                 | 후보 |
| 2011 | 제15회 부천국제판타스틱영화제 | 잇 스타상                                   | 파괴된 사나이                 | 수상 |
| 2011 | SBS 연기대상                  | 주말·연속극부문 남자 우수연기상             | 여인의 향기                   | 수상 |
| 2012 | SBS 연기대상                  | 드라마스페셜부문 남자 우수연기상            | 유령                          | 후보 |
| 2017 | MBC 방송연예대상              | 버라이어티부문 남자 신인상                  | 오지의 마법사                 | 후보 |
| 2017 | MBC 연기대상                  | 미니시리즈부문 남자 최우수연기상            | 로봇이 아니야                 | 후보 |
| 2017 | SBS 연기대상                  | 캐릭터연기상                                | 피고인                        | 수상 |
| 2017 | SBS 연기대상                  | 월화드라마부문 남자 최우수연기상            | 피고인                        | 후보 |
| 2018 | SBS 연기대상                  | 남자 프로듀서상                             | 흉부외과 - 심장을 훔친 의사들 | 수상 |
| 2018 | SBS 연기대상                  | 수목드라마부문 남자 우수연기상              | 흉부외과 - 심장을 훔친 의사들 | 후보 |
| 2020 | SBS 연기대상                  | 중·장편드라마부문 남자 최우수연기상         | 펜트하우스                    | 수상 |
| 2021 | 제57회 백상예술대상           | TV부문 남자 최우수연기상                    | 펜트하우스                    | 후보 |
| 2021 | 제16회 서울 드라마 어워즈     | South Korea TV부문 남자연기상               | 펜트하우스                    | 후보 |
| 2021 | 제34회 그리메상               | 최우수 남자연기자상                         | 펜트하우스                    | 수상 |
| 2021 | 제16회 아시아 모델 시상식     | 아시아스타상 연기자 부문                    | 펜트하우스                    | 수상 |
| 2021 | SBS 연기대상                  | 미니시리즈·장르판타지부문 남자 최우수연기상 | 펜트하우스                    | 후보 |
| 2023 | SBS 연기대상                  | 미니시리즈 장르·액션부문 남자 최우수연기상  | 7인의 탈출                    | 후보 |
| 2024 | SBS 연기대상                  | 시즌제 드라마부문 남자 우수연기상           | 7인의 부활                    | 후보 |
| 2024 | 제10회 에이판 스타 어워즈     | 장편드라마부문 남자 최우수연기상            | 7인의 부활                    | 후보 |